# Schlacht von Oinophyta
Aegina – Tanagra (457 v. Chr.) – Oinophyta – Zweiter Heiliger Krieg – Koroneia (447 v. Chr.)
Die Schlacht von Oinophyta fand 457 v. Chr. zu Beginn des Ersten Peloponnesischen Krieges (457–445 v. Chr.) statt. In ihr standen sich die Athener und die Böotier gegenüber.
Der Erste Peloponnesische Krieg wurde ausgelöst, als die Städte der mittelgriechischen Landschaft Doris Sparta um Hilfe baten, um sich gegen die Phoker zu verteidigen. Das spartanische Heer zog auf dem Rückweg durch Böotien. Athen sah sich durch ein böotisch-spartanisches Bündnis gefährdet und marschierte gegen die Spartaner. Zunächst kam es zwischen Spartanern und Athenern zur Schlacht von Tanagra, die die Spartaner für sich entscheiden konnten und danach nach Hause zurückmarschierten. Athen nutzte diese Gelegenheit, um sich neu zu formieren und nur zwei Monate nach der Schlacht von Tanagra gegen Böotien loszuschlagen. 
Bei Oinophyta, unmittelbar östlich von Tanagra, gelang den Athenern ein entscheidender Sieg gegen Böotien. Athen erlangte die Kontrolle nicht nur über Böotien, sondern über ganz Mittelgriechenland mit Lokris und Doris und konnte im nächsten Jahr auch seinen alten Rivalen Aigina unterwerfen. Sparta verhielt sich ruhig; vermutlich war es durch hohe Verluste bei Tanagra politisch paralysiert.